# Carlene Thompson
Carlene Thompson (* 1952 in Parkersburg, West Virginia) ist eine US-amerikanische Krimi-Schriftstellerin.

## Leben
Thompson wuchs in West Virginia und Ohio auf. Nach ihrem Studium unterrichtete sie von 1983 bis 1989 Englische Literatur an der University of Rio Grande in Ohio. 1989 gab sie ihre Arbeitsstelle auf, um Schriftstellerin zu werden, 1991 wurde in den USA ihr erster Roman Black for Remembrance (deutsch Schwarz zur Erinnerung) veröffentlicht, 1995 wurde er in Frankreich unter dem Titel Noir comme le souvenir mit Jane Birkin in der Hauptrolle verfilmt.

## Werke
- 1990 Black for Remberance
  - Schwarz zur Erinnerung, dt. von Ann Anders; Fischer Taschenbuch Verlag, Frankfurt am Main 1993, ISBN 3-596-11313-X.
- 1993 All Fall Down
  - Kalt ist die Nacht, dt. von Irmengard Gabler; Fischer Taschenbuch Verlag, Frankfurt am Main 2001, ISBN 3-596-14977-0.
- 1997 The Way You Look Tonight
  - Sieh mich nicht an, dt. von Anne Steeb; Fischer Taschenbuch Verlag, Frankfurt am Main 2000, ISBN 3-596-14538-4.
- 1998 Tonight You're Mine
  - Heute Nacht oder nie, dt. von Anne Steeb; Fischer Taschenbuch Verlag, Frankfurt am Main 2000, ISBN 3-596-14779-4.
- 1999 In the Event of My Death
  - Im Falle meines Todes, dt. von Anne Steeb; Fischer Taschenbuch Verlag, Frankfurt am Main 2001, ISBN 3-596-14835-9.
- 2000 Don't Close Your Eyes
  - Vergiss, wenn du kannst, dt. von Irmengard Gabler; Fischer Taschenbuch Verlag, Frankfurt am Main 2002, ISBN 3-596-15235-6.
- 2001 Since You've Been Gone
  - Glaub nicht, es sei vorbei, dt. von Irmengard Gabler; Krüger-Verlag, Frankfurt am Main 2002, ISBN 3-8105-2025-X.
- 2004 If She Should Die
  - Frag nicht nach ihr, dt. von Irmengard Gabler; Krüger-Verlag, Frankfurt am Main 2003, ISBN 3-8105-2026-8.
- 2005 Share No Secrets
  - Fürchte, was du siehst, dt. von Irmengard Gabler; Krüger-Verlag, Frankfurt am Main 2006, ISBN 3-8105-2027-6.
- 2006 Last Whisper
  - Gestehe ein letztes Mal, dt. von Christine Strüh; Fischer Taschenbuch Verlag, Frankfurt am Main 2009, ISBN 978-3-596-17290-0.
- 2007 Last Seen Alive
  - Du wirst die Nächste sein, dt. von Christine Strüh; Fischer Taschenbuch Verlag, Frankfurt am Main 2009, ISBN 978-3-596-17861-2.
- 2008 If You Ever Tell
  - Wenn du jetzt sprichst, dt. von Astrid Gravert; Fischer Taschenbuch Verlag, Frankfurt am Main 2010, ISBN 978-3-596-18587-0.
- 2009 You Can Run...
  - Flieh, soweit du kannst, dt. von Sabine Schilasky; Weltbild Verlag, Augsburg 2011, ISBN 978-3-86800-397-0.
- 2010 Nowhere to Hide
- 2012 To the Grave
- 2014 Can't find my way Home
- 2018 Just a Breath away
- 2020 Praying For Time
- 2022 Such a Winter‘s day